# Moya (Cameroun)
Moya est un village de la région du Littoral du Cameroun. Le village est situé dans le département du Nkam dans la commune rurale de la Ndobian.

## Géographie

### Localisation
Le village se trouve dans une zone enclavée limitrophe des chaînes montagneuses de l'Ouest Cameroun. Cette situation atypique du village, le rend très enclavé. Cet enclavement est quasi observable lors de la saison pluvieuse où les voies d'accès et pistes menant au village sont complètement inondées. En effet, ses voies d'accès et pistes sont entrecoupées de nombreux cours d'eau et rivières qui montent en crue en saison de pluie. Et puisqu'il n'existe aucun pont construit, il est dès lors impossible pour les véhicules d'y avoir accès. Le  village se situe à 6 heures de voyage véhiculé des villes de Douala et Yaoundé.  

### Patrimoine et culture
Le village, du fait de son enclavement a conservé ses traditions ancestrales.

## Économie
L'agriculture et l'élevage constituent les principalees activités génératrices de revenu au village. La culture du palmier à huile est la plus pratiquée dans le village.  Parallèlement au palmier à huile, on y trouve aussi la culture des haricots verts, les tubercules, le maïs. Une autre activité génératrice de revenu est l'élevage, ici on trouve les porcs et des volailles. L'élevage est beaucoup plus présent à une échelle traditionnelle, en effet on trouve des moutons et chèvres qui errent en toute liberté dans le village, entraînant la destruction de certaines cultures. une troisième activité liée au village est la pratique de la chasse.

Les activités économiques encadrant les différents projets ruraux sont:
- Une structure d'extraction artisanale d'huile de palmiste. L'huile ainsi extraite s'utilise comme le principal ingrédient de la cuisine des habitants. Les résultats de cette méthode sont probants (100 kg de fruits pressés fournissent 48 litres d'huile), et cette méthode évite la pollution des cours d'eau par rapport à l'ancienne méthode beaucoup plus artisanale. Bien que l'essentiel de la production est destinée à la consommation locale, une tendance orientée vers la commercialisation[2] est de plus en plus observable [4].
- Une structure de fabrication artisanale de savons soutenue par la coopération française en partenariat avec l'Association des Femmes et Filles de Moya (AFEFIMO). Un bâtiment devant servir au stockage des savons ainsi produits a été érigé[5];
- Un élevage porcin démarré en 2006 et promu par l'AFEFIMO s'étend sur 400 m2. Ce projet est fiable du fait que l'essentiel de l'alimentation des porcs est produit au village. Les porcelets sont très tôt destinés à la vente afin de réduire les coûts financiers inhérents à leur élevage[6].
- Le village dispose aussi d'une auberge de 11 chambres sans eau pour l'accueil des étrangers et éventuels touristes[2].

## Associations
Afin d'optimiser leurs activités plusieurs associations et regroupements voient le jour, on cite entre autres:
- L'association des femmes de Moya (2007);
- L'association SOS enfants
- Diaspo Moya

## Population et société

### Population
Le village compte en 2014, 2223 habitants contre 560 habitants en 2006, et possède un chef traditionnel à sa tête. Celui-ci dispose de tous les pouvoirs pour régler les différents problèmes entre les membres de la communauté du village. Il s'agit de la plus haute autorité coutumière du village.

### Santé
Depuis 2002, le village dispose d'un centre de santé opérationnel, il s'agit du fruit d'une coopération entre le Cameroun et l'ambassade d'Allemagne au Cameroun. Ce centre de santé est le seul existant dans le village. 

### Eau
L'accès à l'eau potable demeure problématique dans le village.  Cependant le gouvernement a mis un puits d'eau potable à la disposition des habitants du village. Les habitants estiment dans leur majorité que la présence de ce puits a permis une réduction considérable des maladies infectieuses. Cependant, du fait de sa surexploitation, le puits menace de tarir.

### Enseignement
Les infrastructures scolaires sont quasi inexistantes au village. On y trouve néanmoins une école primaire qui accueille environ 160 élèves. L'école dispose de cinq salles de classe correspondant au cursus académique de l'enseignement primaire. Une particularité cependant est le fait que l'école ne dispose que de deux enseignants rémunérés par l’État afin de subvenir aux besoins de tous les élèves.  Le village dispose aussi d'un centre d'éveil. Il s'agit un d'un espace d'apprentissage et d'encadrement des jeunes et enfants du village. Cet espace se compose d'une bibliothèque, un espace de jeu, les activités ludiques sont proposées par des mamans qui se relaient pour la garde des enfants.